# Ping Pong (Stereolab)
Ping Pong è il settimo EP del gruppo musicale anglo-francese Stereolab, pubblicato nel 1994.

## Tracce
1. Ping Pong – 3:02
2. Moogie Wonderland – 3:35
3. Pain et Spectacles – 3:30
4. Transona Five (live) – 5:42